# Neufahrn in Niederbayern
Neufahrn in Niederbayern (eller: Neufahrn i.NB) er en kommune i Landkreis Landshut, i regierungsbezirk Niederbayern i den tyske delstat Bayern.

## Geografi
Neufahrn ligger i Region Landshut ved floden Kleine Laber.
I kommunen ligger ud over Neufahrn, landsbyerne Hebramsdorf, Rohrberg, Niederroning.